# گردان آزوف

نشان گروهان آزوف با یک وولف‌سنگل خورشید سیاه- دو نماد مرتبط با نازیسم

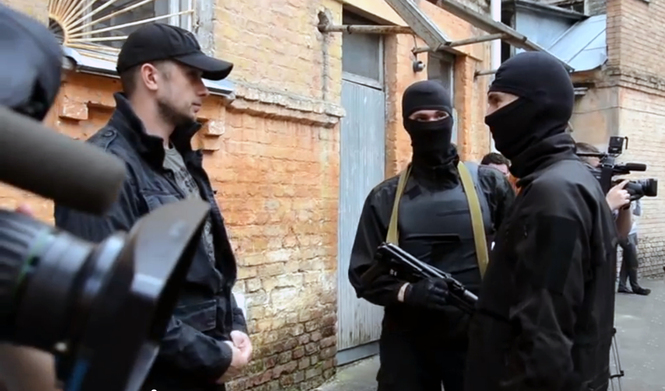
داوطلبان «آزوف».

یگان عملیات ویژه آزوف (اوکراینی: Окремий загін спеціального призначення «Азов») که اغلب به عنوان گروه آزوف، هنگ آزوف (اوکراینی: Полк Азов) یا گردان آزوف (تا سپتامبر ۲۰۱۴) شناخته می‌شود، یک گروه دست راستی افراط گرا و واحد نئونازی گارد ملی اوکراین مستقر در ماریوپل در منطقه ساحلی دریای آزوف است. این گروه اولین تجربه رزمی خود را در بازپس‌گیری ماریوپل از نیروهای جدایی طلب طرفدار روسیه در ژوئن ۲۰۱۴ تجربه کرد. آزوف در ابتدا به عنوان یک شبه نظامی داوطلب در ۵ مه ۲۰۱۴ در جریان بحران اوکراین تشکیل شد. در ۱۲ نوامبر ۲۰۱۴، آزوف در گارد ملی اوکراین ادغام شد و از آن زمان تمامی اعضایش سربازان قراردادی هستند که در گارد ملی اوکراین خدمت می‌کنند.
در سال ۲۰۱۴، این هنگ پس از بروز اتهاماتی مبنی بر شکنجه و جنایات جنگی توسط آن و همچنین ابراز همدلی با نئونازی‌ها و استفاده از نمادهای مرتبط توسط خود هنگ، همان‌طور که در لوگوی آنها با نشان ولفسانگل، یکی از نمادهای اصلی لشکر دوم زرهی اس‌اس داس رایش استفاده شده توسط هنگ، مشاهده می‌شود، بدنام شد. نمایندگان گردان آزوف می‌گویند که این نماد مخفف شعار Ідея Нації (معادل اوکراینی برای "ایده ملی") است و ارتباط با نازیسم را انکار می‌کند. در سال ۲۰۱۴، سخنگوی گردان گفت که حدود ۱۰ تا ۲۰ درصد از این یگان نئونازی بودند. در سال ۲۰۱۸، ماده ای در لایحه بودجه ای که توسط کنگره ایالات متحده تصویب شد، کمک‌های نظامی به آزوف را به دلیل ایدئولوژی برتری پندارانه سفیدپوستی مسدود کرد، اما در سال ۲۰۱۵ ممنوعیت مشابهی برای کمک به این گروه توسط کنگره لغو شد. اعضای این هنگ اهل ۲۲ کشور و دارای سوابق مختلف هستند.
بیش از نیمی از اعضای هنگ به زبان روسی صحبت می‌کنند و اهل شرق اوکراین اند، از جمله شهرهای دونتسک و لوهانسک. اولین فرمانده این یگان، آندری بیلتسکی، ناسیونالیست راست افراطی بود که رهبری مجمع اجتماعی-ملی نئونازی و میهن‌پرست اوکراین را بر عهده داشت. در روزهای اولیه تأسیس این گروه، آزوف یک شرکت پلیس ویژه وزارت امور داخلی به رهبری ولدیمیر شپارا، رهبر شاخه واسیلکیف، کیف، پاتریوت اوکراین و بخش راست بود. در سال ۲۰۱۶، اعضای سازمان غیردولتی «سپاه مدنی آزوف» و کهنه سربازان گردان آزوف حزب سیاسی سپاه ملی را ایجاد کردند.